# Cmentarz wojenny w Ubrodowicach
Cmentarz wojenny w Ubrodowicach – nekropolia wojenna z I wojny światowej w Ubrodowicach, utworzona ok. 1918 r. Opuszczona w 1946 r.

## Historia i opis
Cmentarz został wytyczony ok. 1918 r. jako zbiorowy grób żołnierzy rosyjskich i austro-węgierskich poległych w dzisięciodniowej bitwie w sierpniu 1914 r. Na początku były tu mogiły pojedyncze żołnierzy austro-węgierskich oraz mogiły zbiorowe i kopiec ziemny mieszczący szczątki żołnierzy rosyjskich.
W 1946 r. groby austriackie i rosyjskie, tylko z mogił ziemnych, ekshumowano i przeniesiono na cmentarz w Moniatyczach, pozostawiając kopiec.
Na początku lat 90. XX wieku na terenie nekropolii wciąż stał trzymetrowy kopiec z wieńczącym go współczesnym krzyżem. Kopiec sąsiaduje z niewielkim kościołem, stojącym w miejscu dawnej cerkwi i cmentarza prawosławnego. Na wale ziemnym obok kopca rośnie lipa.